# عمر متین
عمر میر صدیق متین (۱۶ نوامبر ۱۹۸۶–۱۲ ژوئن ۲۰۱۶) یک شهروند آمریکا، افغان‌تبار، مسلمان، و عامل تیراندازی در باشگاه شبانهٔ اورلندو ساکن پورت سنت لوسی، فلوریدا در حدود ۱۰۰ مایل (۱۶۰ کیلومتر) اورلاندو بوده است. متین در ایالت نیویورک از والدینی افغان زاده شده بود. گزارش شده که وی از کالج ایالتی ایندین ریور مدرک داشته است. وی در آوریل ۲۰۰۹ با یک زن زاده ازبکستان با نام ستاره علیشیرزاده یوسفی ازدواج کرده بود و در ژوئیه ۲۰۱۱ از وی جدا شده بود.

## پیشه
عمر متین، ۲۹ ساله، از سپتامبر سال ۲۰۰۷ به عنوان مأمور امنیتی در یک شرکت بزرگ خدمات امنیتی به نام G4S در فلوریدا مشغول به کار بود. این شرکت مسئول برقراری امنیت ساختمان‌های فدرال آمریکا است.
شرکت خدمات امنیتی G4S مدتی بعد به عمر متین مجوز حمل سلاح برای انجام وظایفش داد. سخنگوی این شرکت می‌گوید که آن‌ها بر این باور بودند که متین در یک آسایشگاه بازنشستگان در فلوریدای جنوبی مشغول به کار بوده ست.
دیوید ساترفیلد، سخنگوی جی۴اس در ادامه صحبت‌هایش می‌گوید: «او یک مأمور امنیتی مسلح بود.» این شرکت در بیانیه‌ای اعلام کرد که عمر متین از ۱۰ سپتامبر ۲۰۰۷ میلادی استخدام شده است. در این بیانیه آمده که پرونده سوابق عمر متین دو مرتبه در سال‌های ۲۰۰۷ و ۲۰۱۳ تحت بررسی قرار گرفته است.
ساترفیلد در تلاش بود تا اطمینان حاصل کند که آیا سلاح‌های به کار گرفته شده در حمله مسلحانه اورلاندو ارتباطی با شغل متین در آن شرکت دارد یا خیر. وی گفت: «بسیاری از این مسائل بسته به قوانین اجرایی است که در حال انتشار است.»

## ورود پلیس
هویت عمر یک مرتبه در سال ۲۰۱۳ و یک مرتبه در سال ۲۰۱۴ به عنوان «شخص ذی‌نفع» برای پلیس آشکار شد. یک منبع ارشد اجرایی در گفتگو با دیلی بیست گفت که پلیس FBI یک مرتبه از متین بازجویی کرد اما پرونده را متعاقباً مختومه اعلام کرد، زیرا به دلایل کافی برای ادامه بازجویی‌ها نرسیده بود.
گفته می‌شود که عمر حین گروگان گیری با شماره ۹۱۱ (پلیس) تماس گرفته تا وفاداری خود به داعش را اعلام کند. همچنین گفته شده که او نامی از عاملان انفجارهای ماراتن بوستون نیز برده است.

## کلوپ شبانهٔ همجنسگرایان
میر صدیق، پدر عمر متین، می‌گوید که باشگاه همجنسگرایان عمداً انتخاب شده است. او در گفتگو با ان‌بی‌سی نیوز گفت که مشاهده بوسیدن دو همجنسگرا در میامی او را به شدت آزرده خاطر کرده بود. وی در ادامه گفت: «ما برای وقوع این حادثه از همه عذر خواهی می‌کنیم. ما اصلاً از هیچ‌یک از کارهای او اطلاعی نداشتیم. ما نیز مانند بقیه مردم آمریکا از این رویداد بهت‌زده هستیم.» 
داعش مسئولیت این حمله را بر عهده گرفته و ظن ارتباط عامل انتحاری با داعش وجود دارد.

## زندگی شخصی
عمر متین مسلمان بوده است. او چهار بار در هفته برای نماز خواندن به مسجدی در فورت پیرس، فلوریدا می‌رفته است. به گفتهٔ شاهدان، اگرچه او از کودکی در مسجد با شیطنت‌هایش ایجاد مشکل می‌کرده است؛ ولی بعدها به فردی ساکت تبدیل شده بوده است.
ستاره یوسفی، همسر سابق عمر متین، مدعی است که او مشکل روانی داشته و فرد باثباتی نبوده است.
ستاره در گفتگو با خبرنگاران در بولدرِ کلرادو می‌گوید که عمر به اختلال دوقطبی مبتلا بوده و سابقه ابتلا به استروئید را نیز داشته است.
بنا به گفته ستاره، عمر در طول چهار ماه زندگی مشترکشان او را از خانواده‌اش جدا کرده و گهگاهی نیز او را به باد کتک می‌گرفته است. ستاره در ادامه صحبت‌هایش نیز گفت که در آن دوران خانواده‌اش پس از دیدار با وی و آگاه شدن از شرایطش، به او کمک کرده‌اند.
خانم یوسفی اظهار داشت که همسر سابقش مذهبی بوده اما او هرگز هیچ نشانه‌ای از افراطی گرایی را در او ندیده است.
در جریان دادگاه رسیدگی به اتهامات همسر عمر متین مشخص شد که صدیق متین، پدر عمر به مدت بیش از یک دهه (از ژانویه ۲۰۰۵ تا ژوئن ۲۰۱۶) خبرچین و منبع اطلاعاتی برای پلیس فدرال آمریکا بوده است.